# On the third day
On the third day is een studioalbum van Electric Light Orchestra; het eerste zonder The voor de naam van de band. 

## Inleiding
Het album werd opgenomen in de periodes april/mei en augustus 1973 in de De Lane Lea Studios en AIR Studios, beide in Londen. Een deel van het album werd opgenomen direct na de uitgave van ELO 2. Dit is waarschijnlijk de reden dat de single Showdown nog in Europa uitkwam via Harvest Records terwijl het album On the third day werd uitgebracht via Warner Bros. Het album verscheen daarom daar nog zonder die hitsingle. In de Verenigde Staten kende ELO dat probleem niet; daar was de band verbonden aan United Artists voor zowel single als elpee. Latere uitgaven in Europa kregen Showdown echter wel mee.
De band had bij dit album al personeelswisselingen achter de rug. Violist Wilfred Gibson, die nog wel op kant twee meespeelt (de vroegste opnamen) maakte plaats voor Mik Kaminski. Cellist Colin Walker vertrok zonder vervangen te worden. Vlak voor de release trad Hugh MacDowell weer toe tot ELO (hij had even een uitstapje met Wizzard; hij staat dan ook op de hoes van de Amerikaanse uitgave, waarop de leden van de band geportretteerd zijn, waarbij ze allen hun navel laten zien; een foto Richard Avedon. Aparte vermelding verdiende Marc Bolan van T. Rex die meespeelde op Ma-Ma-Ma Belle, Dreaming of 4000 en Everybody’s born to die.
Het album verkocht met name redelijk in de Verenigde Staten (hoogste notering plaats 52 in de Billboard 200 (albumlijst) en Canada (hoogste notering plaats 40). In Europa deed het album vrijwel niets, maar haalde in 1978 toch nog een notering in het Verenigd Koninkrijk via de release van de set van drie elpees onder de titel Three light years. 

## Musici
- Jeff Lynne – zang, gitaar
- Bev Bevan – drumstel, percussie
- Richard Tandy – toetsinstrumenten waaronder Moog en clavinet
- Mike de Albuquerque – basgitaar, achtergrondzang
- Mike Edwards – cello
- Mik Kaminski – viool (tracks 1-4)
- Wilfred Gibson – viool (tracks 5-9)
- Colin Walker – cello (tracks 5-9)
- Marc Bolan – gitaar, zoals genoemd.

## Muziek
Alles geschreven door Jeff Lynne

| Nr. | Titel                                                           | Duur |
| --- | --------------------------------------------------------------- | ---- |
| 1.  | Ocean breakup/King of the universe                              | 4:07 |
| 2.  | Bluebird is dead                                                | 4:24 |
| 3.  | Oh no not Susan                                                 | 3:07 |
| 4.  | New world rising/Ocean breakup (reprise)                        | 4:05 |
| 5.  | Showdown (in eerste instantie alleen op de Amerikaanse persing) | 4:09 |

| Nr. | Titel                                                               | Duur |
| --- | ------------------------------------------------------------------- | ---- |
| 1.  | Daybreaker                                                          | 3:51 |
| 2.  | Ma-Ma-Ma Belle                                                      | 3:56 |
| 3.  | Dreaming of 4000 (vermeld als I'm only dreaming op muziekcassettes) | 5:04 |
| 4.  | In the hall of the mountain king (bewerking van Edvard Grieg)       | 6:37 |

Bij heruitgaven werden vaak bonustracks toegevoegd, zoals bij de 2006-uitgave: Auntie (basistrack 1 voor Ma-Ma-Ma Belle; 1:19), Auntie (basistrack 2 voor Ma-Ma-Ma Belle; 4:05), Mambo (eerste opname voor Dreaming of 4000, 5:05), Everyone’s born to die (3:43) en Interludes (3:40).